# Israel Yuval
Israel Jacob Yuval (* 1. Oktober 1949 in Sde Eliyahu bei Bet Sche’an) ist Professor für Jüdische Geschichte und akademischer Leiter des interdisziplinären Forschungszentrums für Jüdische Studien Scholion an der Hebräischen Universität Jerusalem. Er beschäftigt sich in seinen Arbeiten vor allem mit der gegenseitigen Wahrnehmung von Juden und Christen in Spätantike und Mittelalter.

## Werk
Yuval vertritt die Ansicht, die Auseinandersetzung mit dem Christentum sei die treibende Kraft hinter dem Judentum zur Zeit von Midrasch und Talmud. So behauptet Yuval:

„Wo immer Ähnlichkeiten zwischen Judentum und Christentum zu beobachten sind, dürfte es sich um christlichen Einfluss auf das Judentum handeln und nicht umgekehrt, es sei denn, die jüdischen Wurzeln des betreffenden Phänomens liegen nachweislich früher als die christlichen.“

Er beschreibt in seinem Buch Zwei Völker in deinem Leib, wie die Beziehung zwischen Juden und Christen ihr Bewusstsein, insbesondere bei der Herausbildung ihrer Identität, geprägt habe. Diskutiert wird dabei die Frage nach der Beziehung zwischen dem jüdischen Pessach und dem christlichen Osterfest. Konfliktsituationen zwischen Judentum und Christentum sind Yuval zufolge als Hintergrund der Entstehung von Theologie und Liturgie des Osterfestes plausibel.

## Auszeichnungen
- 2022: Mount Zion Award